# Rosemary Leach
Rosemary Anne Leach (Much Wenlock, Shropshire, 18 de diciembre de 1935-21 de octubre de 2017) fue una actriz británica de teatro, cine y televisión.
Egresada de la Real Academia de Arte Dramático, recibió diversos reconocimientos en el ámbito teatral, entre ellos el Premio Laurence Olivier en la categoría actriz del año en una obra de teatro nueva por su rol en 84, Charing Cross Road en 1982 estrenada en el Ambassadors Theatre de la ciudad de Westminster; además, recibió dos nominaciones para el mismo galardón en las categorías Actriz del año en una obra de teatro nueva por su trabajo en Just Between Ourselves de 1977 y Mejor actriz de reparto por su rol en Separate Tables de 1994.
En el ámbito de la televisión, recibió tres nominaciones a los Premios de la Academia Británica de la Televisión a la Mejor actriz de televisión en 1971 por su trabajo en Roads to Freedom y Germinal —ambas producciones de 1970—, en 1972 por su participación en Cider with Rosie de 1971 y ITV Playhouse de 1967, y en 1974 por su rol en el quinto episodio de la octava temporada de BBC Play of the Month titulado The Adventures of Don Quixote.
En el cine, recibió dos nominaciones a los Premios BAFTA en la categoría Mejor actriz de reparto por sus papeles en That'll Be the Day de 1974 y Una habitación con vistas de 1986. También incursionó como actriz de radioteatro en BBC Radio 4.

## Filmografía

### Televisión
Películas
| - 1965: Angus Slowly Sinking? - 1969: Never Talk to Strangers. - 1970: Chariot of Fire. - 1974: To Sir, with Love: Phillipa - 1974: Brief Encounter: Mrs. Gaines - 1975: Cider with Rosie: Mother - 1976: Hindle Wakes: Mrs. Jeffcote - 1978: Just Between Ourselves: Vera - 1981: All's Well That Ends Well: Widow of Florence - 1981: Othello: Emilia - 1982: The Critic: Mrs. Dangle - 1984: Swallows and Amazons Forever!: Coot Club - 1984: Swallows and Amazons Forever!: The Big Six: Mrs. Barrable - 1979: S.O.S. Titanic: Mrs. Odgen - 1985: Displaced Person: Sister Agnes - 1987: When We Are Married: Clara Soppitt - 1987: Still Crazy Like a Fox: Eleanor Trundle - 1988: Across the Lake: Connie Robinson | - 2004: Bosom Pals (voz) - 2005: The Secretary Who Stole £4 Million - 2009: Margaret - 1990: Dark River - 1990: The Winslow Boy: Violet - 1992: An Ungentlemanly Act: Mavis Hunt - 1992: Shall We Gather at the River: Mrs. Alcock - 1993: Tender Loving Care: Mary - 1995: Blood and Peaches: Nan - 1999: Tilly Trotter - 2001: Perfect: Vera - 2001: Back Home: Mrs. Dickinson - 2002: Prince William: Reina Elizabeth - 2004: Bosom Pals (voz) - 2009: Margaret: Élisabeth II - 2005: The Secretary Who Stole £4 Million: Carol Samson |

Series de televisión
| - 1967: No, That's Me Over Here!: Rosemary - 1965: The Power Game: Susan Weldon (1965-1966) - 1970: Roads to Freedom: Marcelle - 1971: Now Look Here: Laura (1971-1973) - 1974: The Prince of Denmark: Laura - 1975: Sadie, It's Cold Outside: Sadie Potter | - 1978: Life Begins at Forty: Katy Bunting - 1992: The Tomorrow People: Gladys Toms - 1995: Stick with Me, Kid: Grandma - 1967: Look and Read: Aunty Amy ("Spywatch" series) (1996) - 2004: Odd Socks: Velma |

Teleseries
| - 1970: Germinal - 1978: Disraeli: Queen Victoria - 1984: Le Joyau de la couronne: Aunt Fenny - 1987: The Charmer: Joan Plumleigh-Bruce | - 1989: Summer's Lease: Nancy Leadbetter - 1991: Titmuss Regained: Dot Curdle - 1995: The Buccaneers: Lady Brightlingsea - 1998: Berkeley Square: Nanny Collins |

### Cine
| - 1964: Face of a Stranger: Mary Bell - 1973: Ghost in the Noonday Sun: Kate - 1973: That'll Be the Day: Mrs. MacLaine - 1982: The Plague Dogs: Vera (voz) - 1985: Kala, Ha-: Esther - 1985: Turtle Diary: Mrs. Charlie Inchcliff - 1985: A Room with a View. - 1990: The Children: Miss Scope. - 1993: The Mystery of Edwin Drood.: Mrs. Tope | - 1993: The Hawk: Mrs. Marsh - 1997: Bloodlines: Legacy of a Lord: Lady Osborne - 1999: Whatever Happened to Harold Smith?: Madre de Harold - 2000: Breathtaking: Mrs. Henshow - 2002: The Baroness and the Pig: Margaret - 2010: Mission London - 2011: The Great Ghost Rescue - 2012: May I Kill U? |

## Premios y nominaciones
| Año  | Galardón                                          | Categoría                                | Trabajo                        | Resultado | refs   |
| ---- | ------------------------------------------------- | ---------------------------------------- | ------------------------------ | --------- | ------ |
| 1971 | Premios de la Academia Británica de la Televisión | Mejor actriz de televisión               | Germinal The Roads to Freedom  | Nominada  | [ 6 ]  |
| 1972 | Premios de la Academia Británica de la Televisión | Mejor actriz de televisión               | ITV Playhouse Cider with Rosie | Nominada  | [ 7 ]  |
| 1974 | Premios de la Academia Británica de la Televisión | Mejor actriz de televisión               | The Adventures of Don Quioxte  | Nominada  | [ 8 ]  |
| 1974 | Premios BAFTA                                     | Mejor actriz de reparto                  | That'll Be the Day             | Nominada  | [ 9 ]  |
| 1977 | Premio Laurence Olivier                           | Mejor actriz en una obra de teatro nueva | Just Between Ourselves         | Nominada  | [ 4 ]  |
| 1982 | Premio Laurence Olivier                           | Mejor actriz en una obra de teatro nueva | 84 Charing Cross Road          | Ganadora  | [ 3 ]  |
| 1986 | Premios BAFTA                                     | Mejor actriz de reparto                  | Una habitación con vistas      | Nominada  | [ 10 ] |
| 1994 | Premio Laurence Olivier                           | Mejor actriz de reparto                  | Separate Tables                | Nominada  | [ 5 ]  |